# Tony Weir
John Anthony Weir (* 2. April 1936 in Edinburgh; † 14. Dezember 2011) war ein britischer Rechtswissenschaftler und Reader am Trinity College der University of Cambridge.

## Leben
Weir besuchte das Fettes College in Edinburgh. Nach Ableisten des Wehrdienstes studierte Weir zunächst Altphilologie am Trinity College der University of Cambridge, wechselte bald aber das Studienfach zur Rechtswissenschaft. Nach einem Studienaufenthalt an der Tulane University kehrte er nach Cambridge zurück und wandte sich seinem Hauptforschungsgebiet, der Rechtsvergleichung, zu. 1963 wurde er Lecturer am Trinity College, von 1979 bis zu seiner Emeritierung war er Reader dort. Den ihm mehrfach angetragenen ordentlichen Lehrstuhl für Rechtsvergleichung lehnte er konsequent ab, ebenso wie Ehrendoktorwürden.
Sein Forschungsschwerpunkt im englischen Recht lag auf dem Tort law, zu dem er ein in mehrfacher Auflage erschienenes Casebook veröffentlichte (zuletzt 10. Auflage 2004). 1997 erschien seine Monographie Economic Loss, die sich gegen die Deliktshaftung für primäre Vermögensschaden richtete. Zudem publizierte er Monographien über die grundsätzliche Deliktshaftung (Complex Liabilities) und europäisches Vertragsrecht (European Contract Law). An der Universität las er zudem das römische Recht. Er tat sich dadurch insbesondere in der historischen Rechtsvergleichung zwischen englischem, französischem und deutschem Recht hervor. So übersetzte er zahlreiche in deutscher Sprache erschienene Werke unter anderem von Franz Wieacker, Konrad Zweigert, Hein Kötz und Rolf Serick ins Englische. Diesen Übersetzungen wurde mitunter nachgesagt, sie überträfen ihre Originale gar.